# Biskupów (przystanek kolejowy)
Biskupów – przystanek osobowy w miejscowości Biskupów, w województwie opolskim, w powiecie nyskim, w gminie Głuchołazy, w Polsce.